# AIK Ishockey
AIK Ishockey je profesionální švédský hokejový tým. Byl založen v roce 1891 v Solně. Mužský tým hraje HockeyAllsvenskan a ženy v Riksserien a obě družstva patří mezi ty nejúspěšnější ve svých soutěžích.
V celé klubové historii mužstvo odehrálo v nejvyšší lize 66 sezon, z toho sedmkrát se radovali ze zisku titulu Le Matova poháru (1934, 1935, 1938, 1946, 1947, 1982 a 1984) a šestkrát prohráli až ve finále (1930, 1936, 1940, 1968, 1978, a 1981).
Domácím stadionem AIK je tzv. Hovet Arena pro něco málo přes 8 tisíc diváků. Při některých významných utkáních, jako je místní derby proti Djurgårdens IF Hockey, se zápas občas stěhuje do Avicii Arena, kam se vejde až 13 850 lidí.

## Historie

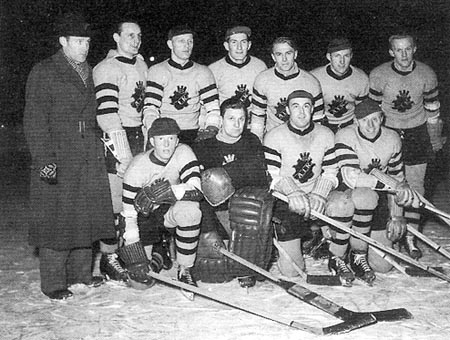
Mistři Švédska v roce 1947.

### Raná léta (1921–1977)
První hokejové družstvo složil roku 1921 Anton Johansson. Prvními soutěžemi týmu byly zprvu bezejmenné turnaje, které ale vyhrávali. Na krátký čas se mužstvo rozpadlo v roce 1923, ale o dva roky později bylo znovu obnoveno.
AIK odehrálo svojí první sezonu v letech 1930/31. Skončili na pátém místě a kvalifikovali se do bojů playoff, kde až v semifinále podlehli týmu Södertälje SK. Se stejným protivníkem prohráli i v následujícím ročníku, přestože se na konci základní části pohybovali na těch nejvyšších místech.
V roce 1934 na cestě za titulem porazili i svého rivala Djurgårdens IF Hockey, ve finále pak 1:0 zvítězili nad Hammarby IF.
V budoucnosti pak proti tomuto soupeři hrálo v mistrovských bojích AIK mnohokrát. V roce 1935 totiž proti tomuto týmu obhájili první místo, když vyhráli 2:1. O rok později, ale už o prvenství s Hammarby přišli, když v prvním zápase remizovali 1:1 a v druhém utkání prohráli 1:5.
Stejný soupeře AIK čekal i při jejich vítězství v lize v roce 1938, tehdy jim k tomu stačila výhra 2:0.
V roce 1940 se na úkor Hammarby dostalo do finále IK Göta a porazilo AIK 4:1. Čtyři sezony potom trvalo než se tým dostal alespoň do finále, pak ale vyhrálo titul dvakrát za sebou.
Po těchto úspěšných letech se ale AIK propadlo až do Divize I. a dokonce i o soutěž níže do Divize II. V Elitserien se objevilo znovu až v ročníku 1975/76.

### Zlatá éra (1978–1984)
V roce 1978 se AIK dostalo do semifinále, kde se mělo utkat s Brynäs IF. V Gävle se radovali z výhry 3:2 domácí, ale v odvetě ve Stockholmu už 9155 diváků v Hovet Aréně sledovalo drtivé vítězství AIK 8:0. A když znovu vyhráli i v dalším utkání (3:2), které se muselo konat na neutrální půdě, mohli se radovat z postupu do finále. Tam v boji o titul prohráli s Skellefteå AIK a jim zbylo stříbro.
Po dalších dvou nepovedených sezonách začala zlatá doba AIK. Tým se v ročníku 1980/81 umístil na druhém místě po skončení základní části a kvalifikoval se tak do bojů playoff. Jejich soupeřem v semifinále byl tým Västra Frölunda IF, který ale lehce porazili 6:3 a 6:1. Vypadalo to, že se do finále k AIK dostane znovu Skellefteå AIK, ale plány jim pokazil Färjestads BK, když vyhrál dva semifinálové zápasy ze tří. Nezastavili se ani ve finále a porazili v něm AIK, stockholmský klub tak znovu obsadil druhé místo.
V následující sezoně skončilo mužstvo v základní části na třetím místě s osmibodovou ztrátou na první Färjestads. AIK tak muselo tomuto soupeři čelit už v semifinále. V Karlstadu dokonce vyhráli 5:4 a přivezli si do domácího zápasu slušnou naději na finále. Tu potvrdili výhrou 4:0, a dostali se tak do finále proti IF Björklöven, které v základní části skončilo na druhém místě. Odehrály se čtyři zápasy, aniž by Švédsko znalo svého šampiona. V prvním utkání totiž AIK prohrálo 0:2, v dalších dvou zase přetlačilo soupeře 3:2 a 4:3 a v posledním zápase Björklöven srovnal výhrou 4:2 v Hovet Aréně. Musel se tedy odehrát pátý rozhodující souboj na neutrální půdě. Tou se stala aréna v Göteborgu. AIK tu vyhrálo 3:2 a po více než 30 letech se stalo švédským hokejovým mistrem. V následující sezoně se Färjestad pomstil za vyřazení v semifinále stejným dílem, když po dvou vítězstvích a jedné porážce postoupil přes AIK do finále.
Netrvalo ale dlouho a fanoušci tohoto klubu se radovali znovu z vítězství v Elitserien, tentokrát v ročníku 1983/84. Na cestě do finále porazili Södertälje 5:3 a 4:3. V souboji o zlato je čekal největší rival Djurgården. AIK vyhrálo 5:2, 2:0 a nakonec 4:1 a slavilo svůj další mistrovský titul.

### Propad (1985–2006)
Následující sezonu se AIK nedostalo do playoff, a o rok později dokonce sestoupilo z Elitserien. Divizi I ale zůstalo jen jednu sezonu a v roce 1988 se dostalo v nejvyšší soutěži až do semifinále playoff, kde je ale porazil Färjestad.
V roce 1993 ale tým skončil až na posledním místě v základní části a musel bojovat o svou záchranu v baráži. Tam ovšem podlehli dvakrát mužstvu Hammarby a znovu spadlo o soutěž níže.
Tam ale opět vydrželi jen rok, když vyhráli východní část Divize a v playoff skončili třetí a kvalifikovali se tak do bitvy o Elitserien. V posledním utkáni čelili Bodens IK a museli vyhrát o tři góly, aby postoupili. V nezapomenutelném utkání vyhrálo AIK 3:0, když ještě pár minut před koncem vychytal brankář stockholmského týmu Rolf Ridderwall trestné střílení. Tým se tak vrátil do nejvyšší ligové soutěže.

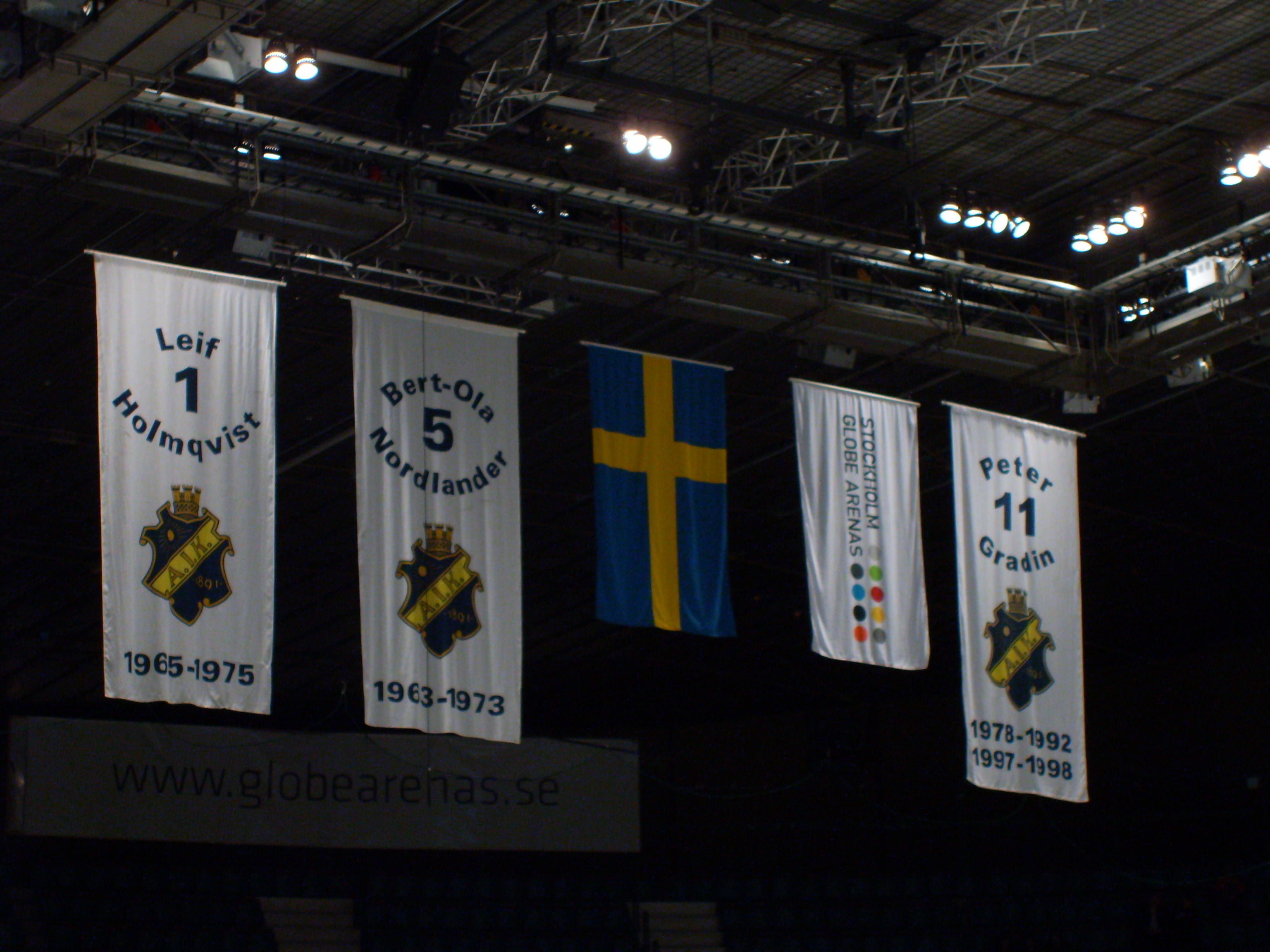
Vyřazená čísla pod stropem Hovet Areny.

AIK ale poté nehrálo playoff ani v sezoně 1994/95 ani 1995/96. Následující sezonu se sice dostali až do semifinále, když ve čtvrtfinále porazili své rivaly Djurgården, ale potom Luleå HF vyhrálo tři utkání z pěti 

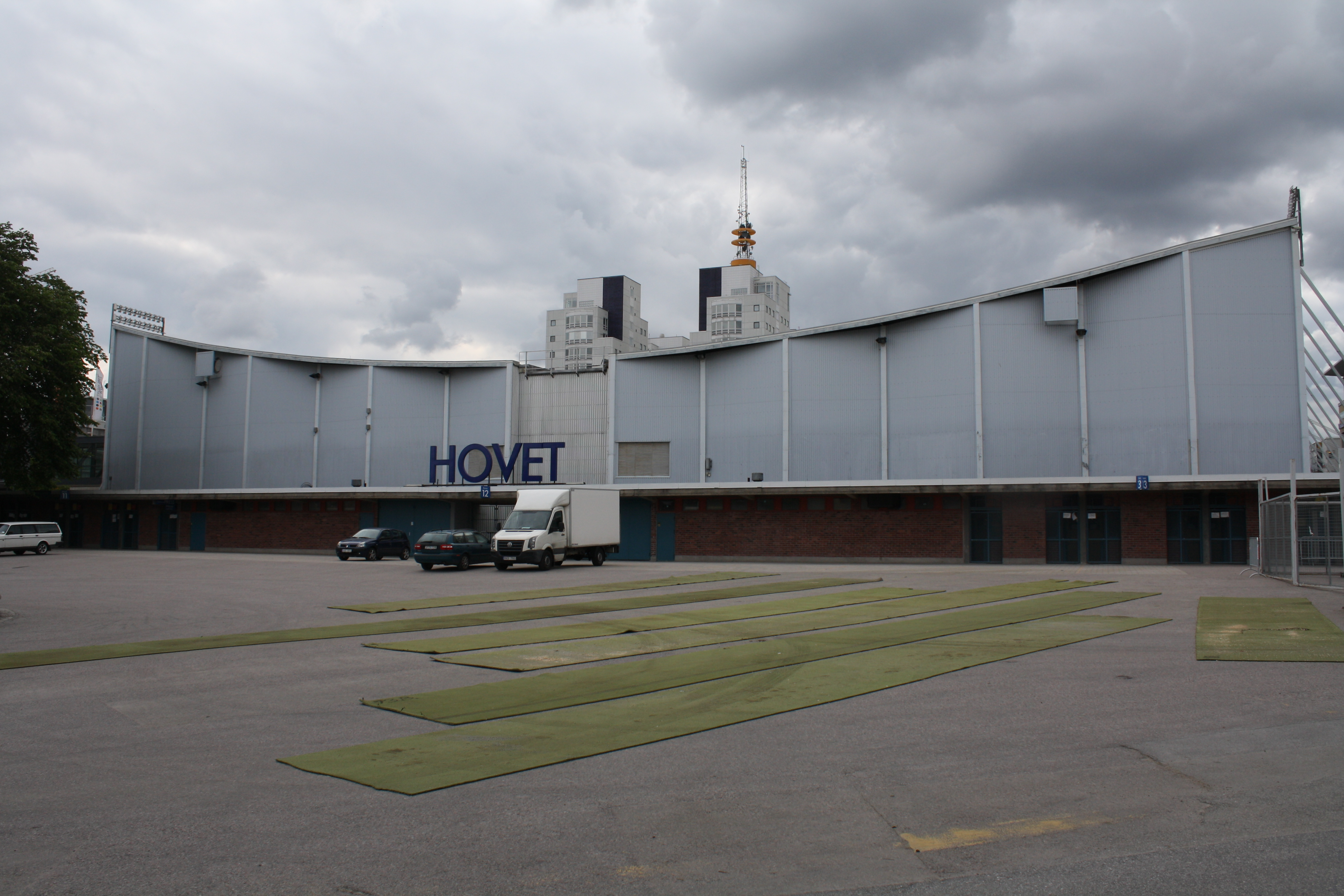
Hovet Arena

a AIK vyřadilo. V roce 1998 musel tým opět hrát o udržení v Elitserien. Ukázal ale své kvality a pěti vítěznými zápasy se v soutěži udržel. Další dvě sezony se ale do playoff nedostal.
V sezoně 2000/01 hralo AIK své poslední play off v lize. Mužstvo bylo ale už ve čtvrtfinále po čtyřech prohrách a jednou vítězství vyřazeno hráči z Djurgården. Následující sezónu skončili na devátém místě a museli hrát o udržení. To se ale nepodařilo a tým znovu sestoupil.
Další dvě sezony se mužstvo snažilo o návrat do Eltserien a přesto, že se do závěrečných bojů zvládali probojovávat, nakonec to stejně nevyšlo.
Před začátkem sezony 2004/05 postihly klub ekonomické potíže a proto musel hrát pouze Divizi. Ve stejné sezoně ale probíhala stávka v NHL a do AIK se tak vrátili hráči jako Mattias Norström nebo Georges Laraque a i díky nim se probojovali na špičku druhé nejvyšší soutěže.

### Návrat do Elitserien (2010)
V sezoně 2008/09 začalo AIK enormně usilovat o návrat do Elitserien. Tým převzal bývalý trenér švédské reprezentace Roger Melin, z NHL přišel Dick Tärnström a připojili se i prvoligoví hráči Christopher Heino-Lindberg a Per Savilahti-Nagander. V následujícím ročníku se tým umístil na druhém místě druhé ligy a kvalifikoval se do baráže, kde se o tři body nevešel mezi postupující týmy. Další rok si ale boj o postup zopakovali, a když porazili v rozhodujícím zápase Rögle BK 2:0, dostali se po osmi letech znovu do Elitserien.

## Češi v týmu
| Ročník    | Hráči ČR                                       | Link |
| --------- | ---------------------------------------------- | ---- |
| 1993/1994 | nikdo                                          |      |
| 1994/1995 | nikdo                                          |      |
| 1995/1996 | nikdo                                          |      |
| 1996/1997 | Pavel Patera, Martin Procházka, Otakar Vejvoda |      |
| 1997/1998 | Libor Procházka, Pavel Patera, Otakar Vejvoda  |      |
| 1998/1999 | nikdo                                          |      |
| 1999/2000 | nikdo                                          |      |
| 2000/2001 | nikdo                                          |      |
| 2001/2002 | Filip Turek                                    |      |
| 2002/2003 | nikdo                                          |      |
| 2003/2004 | Patrik Hučko                                   |      |
| 2004/2005 | nikdo                                          |      |
| 2005/2006 | nikdo                                          |      |
| 2006/2007 | nikdo                                          |      |
| 2007/2008 | nikdo                                          |      |
| 2008/2009 | nikdo                                          |      |
| 2009/2010 | nikdo                                          |      |
| 2010/2011 | nikdo                                          |      |
| 2011/2012 | nikdo                                          |      |
| 2012/2013 | nikdo                                          |      |
| 2013/2014 | nikdo                                          |      |
| 2014/2015 | nikdo                                          |      |
| 2015/2016 | nikdo                                          |      |
| 2016/2017 | nikdo                                          |      |
| 2017/2018 | nikdo                                          |      |
| 2018/2019 | nikdo                                          |      |
| 2019/2020 | nikdo                                          |      |
| 2020/2021 | Vojtěch Polák                                  |      |
| 2021/2022 | nikdo                                          |      |